# Lamprotatus trilobus
Lamprotatus trilobus är en stekelart som beskrevs av Huang 1996. Lamprotatus trilobus ingår i släktet Lamprotatus och familjen puppglanssteklar. Inga underarter finns listade i Catalogue of Life.